# 연성 레이저 이탈
연성 레이저 이탈(Soft laser desorption, SLD)은 큰 분자의 이온화를 분열 없이 일어나게 하는 방법이다. 연성이란 이온 형성에서 화학 결합을 끊지 않는 것이다. 경성은 이온 형성에서 화학 결합을 끊는 것이다.

## 배경
"연성 레이저 이탈"이란 용어는 연성 레이저 이탈 이온을 가리키기 위하여 대부분 MALDI를 사용하는 질량분석법에서 널리 사용되지 않았었다. 그 용어는 2002년 노벨 화학상 수상식에서 가장 저명한 노벨 재단에 의하여 사용됐다. 다나카 고이치는 코발트 나노입자와 글리세롤의 혼합의 사용으로 상의 1/4를 수상했다. 그 접근으로, 그는 단백질의 연성 이온화를 가능하게 하였다. MALDI기술은 1985년 Michael Karas, Doris Bachmann, Franz Hillenkamp에 의하여 설명되었지만 MALDI에 의한 단백질 이온화는 1988년 다나카의 결과가 보고될 때까지 보고되지 않았다.
몇몇은 Karas와 Hillenkamp의 매트릭스 결정체 방법이 다나카의 액체 보조제 방법보다 더 널리 사용되기 때문에 다나카보다 더 노벨상 수상을 받을 만한 자격이 있다고 주장한다. 이러한 주장을 반박하는 것은 다나카는 Karas와 Hillenkamp가 266 nm YAG 레이저를 사용했던 반면에 처음으로 337 nm 질소레이저를 사용했던 것이다.
연성 레이저 이탈이란 용어는 현재 최소한의 분열로 이온화시키는 보조제가 필요없는 방법 뿐만 아니라 MALDI를 언급하는데 사용된다.

## 변형

### 흑연
SALDI 접근법은 액체 흑연 양성자 보조제를 사용한다. 콜로이드 모양의 흑연 보조제는 GALDI라고 불려왔다.

### 나노구조화된 표면
DIOS 접근법은 다공성의 실리콘 표면에 놓는 견본이다. NIMS는 DIOS의 변형으로서 나노구조화된 분자들을 사용한다. 비록 나노구조들은 전통적으로 에칭이란 방법으로 형성되지만, LISMA가 보조제가 필요없는 질량분석법에 사용되는 것처럼 레이저 에칭 또한 사용될 수 있다.

### 나노와이어

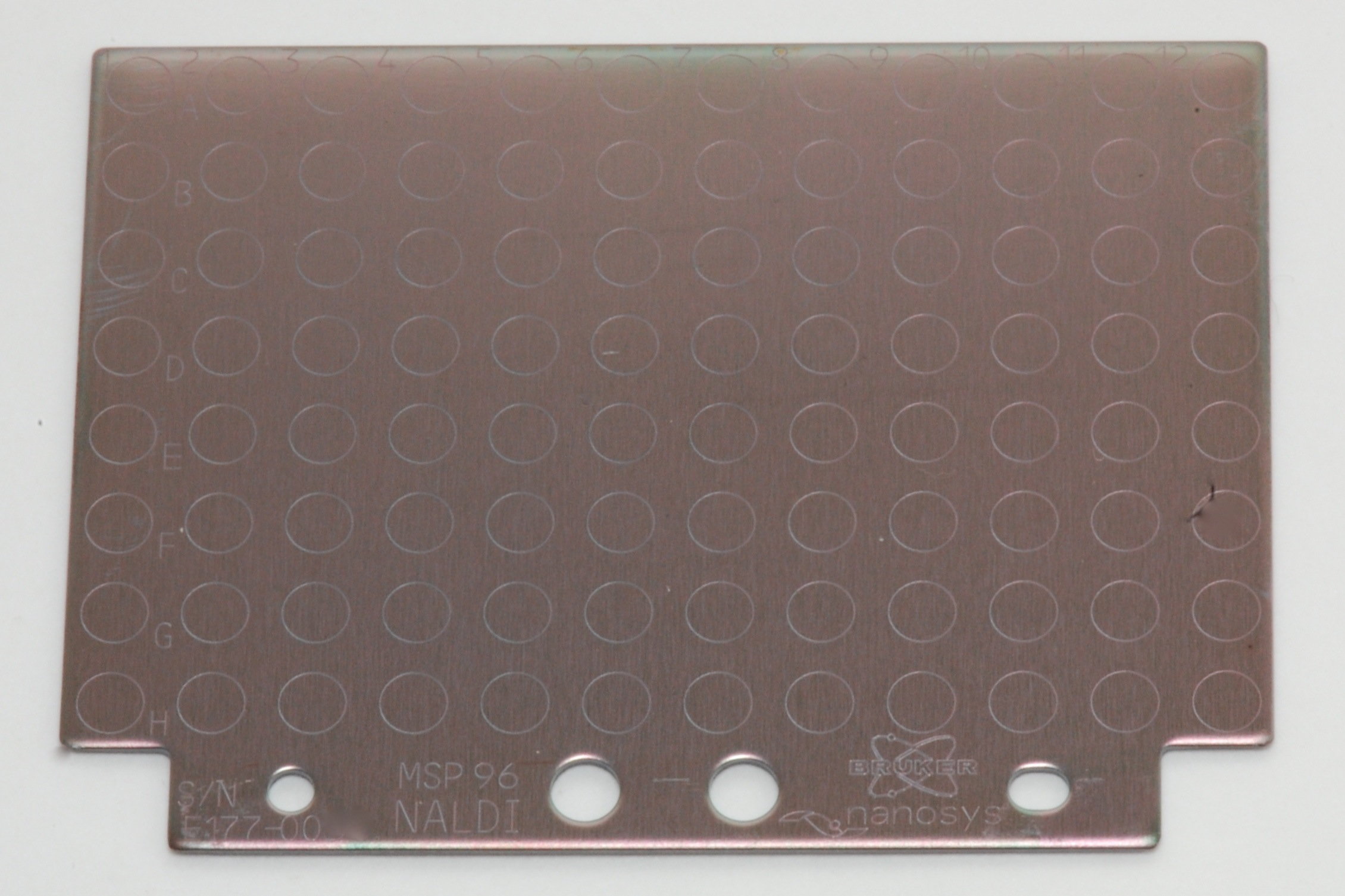
A commercial NALDI target

실리콘 나노와이어들은 초기에 DIOS-MS 응용법으로서 발달되었다.
이 방법은 후에 금속 산화물로 만들어진 나노와이어들로 이루어진 표적을 사용하는 NALDI로서 상업화되었다. NALDI 표적들은 Bruker Daltonics로부터 사용가능하다.

### Surface-enhanced laser desorption/ionization (SELDI)
SELDI 변형은 MALDI와 유사하지만 생화학 친밀 표적을 사용한다. SEND라고 알려진 그 기술은 MALDI와 연관된 변형이다. SELDI기술은 Ciphergen Biosystems에 의하여 1997년 단백질 시스템으로서 상업화되었다. 그것은 현재 Bio-Rad 실험실에서 생산되고있다.

### 다른 방법들
LIAD라고 알려진 그 기술은 LDI의 변형기술이다.